# Physical: 100
Physical: 100 is een Zuid-Koreaanse reality-competitieserie van Netflix. De serie werd gecreëerd door Jang Ho-gi, producer bij MBC. De eerste aflevering ging in première op 24 januari 2023, de finale op 21 februari 2023. Het doel is het vinden van het ideale lichaam dat alle proeven kan doorstaan. 

## Format
Er zijn honderd deelnemers die het in verschillende spellen tegen elkaar opnemen. De spellen zijn een afvalrace en de winnaar wint 300 miljoen won (ongeveer 218.000 euro). Elke deelnemer heeft een torso van zichzelf in plaaster op een sokkel staan, nadat ze uitgeschakeld zijn moeten ze die met een hamer kapot slaan. Naast onbekende mensen namen er ook enkele bekende mensen deel, zoals Choo Sung-hoon en Olympiërs Yun Sung-bin en Yang Hak-seon. 

## Spellen
- Missie 0: Hanging Challenge - De 100 deelnemers worden in twee groepen van vijftig verdeeld en hangen boven water en moeten zo lang mogelijk blijven hangen. Er zijn geen afvallers in dit spel.
- Missie 1: Death Match Challenge - De deelnemers worden van 1 tot 100 gerangschikt op basis van de tijd uit missie 0. De eerste mag een tegenstander uitkiezen, dan de tweede enzoverder. De twee nemen het drie minuten lang in Arena A of B tegen elkaar op. Wie na drie minuten de bal in zijn bezit heeft gaat door, de andere valt af. Arena A bevat vele obstakels, voordeliger voor snelle deelnemers. Arena B is een grote zandbak met in het midden een waterpoel, beter voor sterkere deelnemers die willen vechten. De helft van de deelnemers vallen af.
- Missie 2: Moving Sand Challenge - De vijftig overblijvers stemmen op drie van hun favoriete deelnemers en daaruit worden tien teamleads gekozen. De deelnemers gaan daarna bij hun favoriet teamlead staan, zijn er meer dan vier mensen bij hen dan kiest de teamlead wie hij in zijn team wil. Het eerste teamlead mag ook kiezen tegen welk ander team hij het op wil nemen. Twaalf minuten lang moeten ze over een brug, die nog half afgemaakt moet worden, zand van de ene naar de andere kant verschepen. Degene die het meeste zand verplaatst gaat door, de anderen vallen af.
- Missie 2.5: Revival Challenge - De 25 afvallers krijgen een herkansing. Vijf van hen gaan alsnog door. Ze moeten hun torso, die aan een touw hangt, en 40% van hun lichaamsgewicht is, zo lang mogelijk omhoog houden.
- Missie 3: 1.5 tonne Boat Challenge - De zes overgebleven teams kiezen één team om mee samen te werken voor de volgende opdracht, een schip van 1,5 ton, van de ene naar de andere kant slepen. Aan het begin moeten ze nog 0,5 ton aan extra gewicht op de boot krijgen. Het team dat hier het langst over doet valt af.
- Missie 4: Team Delegate Challenge - Er worden vijf spellen gespeeld, waarvan elk team telkens één lid afvaardigt. De vier deelnemers nemen het tegen elkaar op en enkel de winnaar gaat door.

De straf van Atlas: vier deelnemers moeten een zware steen zo lang mogelijk omhoog houden.
Het vuur van Prometheus: vier deelnemers rennen om ter snelst over een hindernissenparcours en grijpen drie toortsen, degene die geen toorts kan bemachtigen valt af. Daarna zijn er nog twee toortsen en daarna nog één.
De vleugels van Icarus: vier deelnemers klimmen op een touw dat naar beneden blijft dalen tot er één deelnemer over blijft.
De staart van Ouroboros: vier deelnemers lopen in rondjes en moeten elkaar aantikken, degene die als laatste overblijft is de winnaar
De straf van Sisyphos: vier deelnemers duwen een grote steen van 100 kilo op een helling en hebben hier 40 seconden voor tot er één deelnemer over blijft.
- Missie 5: The Final Quest – De vijf overblijvers spelen vier spellen waarna er een winnaar is.

Spel 1: De vijf deelnemers zijn aan elkaar vastgebonden met een touw. Ze moeten een sleutel bemachtigen om zich te bevrijden, degene die zich niet kan bevrijden valt af.
Spel 2: De deelnemers moeten witte en zwarte platen omdraaien zodat hun kleur in de meerderheid is na vijf minuten. De winnaar van het eerste spel mag een teamgenoot kiezen. De twee verliezers nemen het nog tegen elkaar op.
Spel 3: De spelers staan opgesteld in een driehoek en moeten van het ene naar het andere punt lopen en telkens op een bel duwen. Ze krijgen daar eerst twaalf seconden voor en dit zakt na een tijd tot acht seconden en er één afvaller is.
Spel 4: De twee finalisten trekken aan een oneindig lang touw tot er een winnaar is.